# Valentina Gúnina
Valentina Gúnina (en ruso: Валенти́на Евге́ньевна Гу́нина) (Múrmansk, 4 de febrero de 1989) es una jugadora de ajedrez rusa, que tiene el título de Gran Maestro Femenino desde 2010 y de Gran Maestro absoluto desde 2013.
En la lista de Elo de la FIDE de enero de 2016, tenía un Elo de 2496 puntos, lo que la convertía en la jugadora femenina número 4 (en activo) de Rusia, y la número 17 del escalafón mundial femenino. Su máximo Elo fue de 2540 puntos, en la lista de septiembre de 2014 (posición 490 de la clasificación mundial absoluta).

## Resultados destacados en competición
En 2000, se proclamó Campeona de Europa Sub-12 en Kallithea, y en 2004 Campiona de Europa Sub-16 en Ürgüp. En 2003 se proclamó Campeona del mundo femenina Sub-14 en Halkidiki. Cuatro años después volvió a ganar el mundial femenino, ahora en Sub-18 en Vũng Tàu. En 2006 y 2008 se clasificó para el Campeonato femenino de Rusia y en 2011 ganó la superfinal.  En 2012 ganó en el desempate el Campeonato de Europa femenino en Gaziantep, después de haber empatado en el primer puesto con Tatiana Kosíntseva y Anna Muzychuk. y la medalla de oro como parte del equipo ruso femenino que ganó la Olimpíada de ajedrez de 2012 en Estambul.
También en 2012 ganó el campeonato femenino de partidas semirrápidas. En octubre de 2013 venció nuevamente en la llamada 'Superfinal' del campeonato de ajedrez ruso femenino en Nizhni Nóvgorod, con una puntuación de 7/9, medio punto por encima de Aleksandra Kosteniuk.
En 2014 se proclamó, por segunda vez en su carrera, campeona de Europa de ajedrez femenino, en esta ocasión en Plóvdiv, por delante de Tatiana Kosíntseva y Salomé Melia, así como ganadora con el equipo ruso en la Olimpiada de ajedrez y campeona de Rusia.
El 2023 no pudo terminar mejor para Guinina, que se proclamó vencedora en la categoría femenina del Campeonato Mundial de Ajedrez Blitz 2023. Consiguió, así, reclamar su segundo título de Blitz.